# Casa al carrer del Carme, 11 (Tàrrega)
Casa al carrer del Carme, 11 és una obra de Tàrrega (Urgell) protegida com a Bé Cultural d'Interès Local.

## Descripció
Situada al centre urbà de Tàrrega, en una zona adaptada a vianants amb alta presència de comerç local. Casa entre mitgeres, de planta rectangular amb quatre nivells disposats damunt dos arcs ogivals que conformen les arcades de l'indret. A la planta baixa hi ha dues grans obertures rectangulars que delimiten dos espais comercials independents. Aquestes, al seu torn, flanquegen la porta d'accés a l'habitatge, d'arc a nivell, d'una fulla i elaborada amb ferro i vidre. Als tres pisos hi ha un total de dotze obertures, vuit són balcons independents i la resta, que corresponen al primer pis, són unides per dues balconades. En conjunt destaquen per la seva disposició simètrica, la disminució de les seves dimensions a mesura que ascendeixen i l'ús del ferro forjat, de tipologia senzilla, per a l'estructura de les baranes. El parament és arrebossat i pintat amb un color cru, en contrast amb els emmarcaments de les obertures dels pisos i les arcades, que deixen a la vista carreus regulars i ben escairats. Culmina la façana una cornisa amb permòdols.